# El Gráfico (El Salvador)
El Gráfico es un periódico deportivo de El Salvador y el primero de su tipo fundado en  Centroamérica. El nombre tuvo su antecedente en un matutino creado por Pepe y Roberto Dutriz en 1939, el cual era especializado en fotografía, clasificados y caricaturas. El rotativo está dirigido, en su mayoría, a un público masculino que comprende las edades de 13 a 45 años.